# Ка Роса-Кампањола (Бреша)
Ка Роса-Кампањола је насеље у Италији у округу Бреша, региону Ломбардија.
Према процени из 2011. у насељу је живело 18 становника. Насеље се налази на надморској висини од 43 м.